# Sojokerto
Sojokerto is een bestuurslaag in het regentschap Wonosobo van de provincie Midden-Java, Indonesië. Sojokerto telt 3707 inwoners (volkstelling 2010).